# Ippolito (mitologia)
Ippolito (in greco antico: Ἱππόλυτος?, Hippolytos) è un personaggio della mitologia greca. Fu un principe di Atene.
Nella mitologia romana viene identificato con Virbio .

## Genealogia
Figlio di Teseo e di Antiope o Ippolita o Melanippe o Glauce.
Secondo la versione di Virgilio, sposò una donna di nome Aricia e divenne il padre di Virbio, mentre secondo altri autori latini è Ippolito stesso a essere identificato con Virbio.

## Mitologia
L'insieme della leggenda di Ippolito è formato da un'iniziale opera di Euripide che ne racconta la prima vita e dalle aggiunte di altri autori (greci e romani) che lo riportano in vita e lo spostano dalla Grecia all'Italia.

### L'Ippolito Coronato

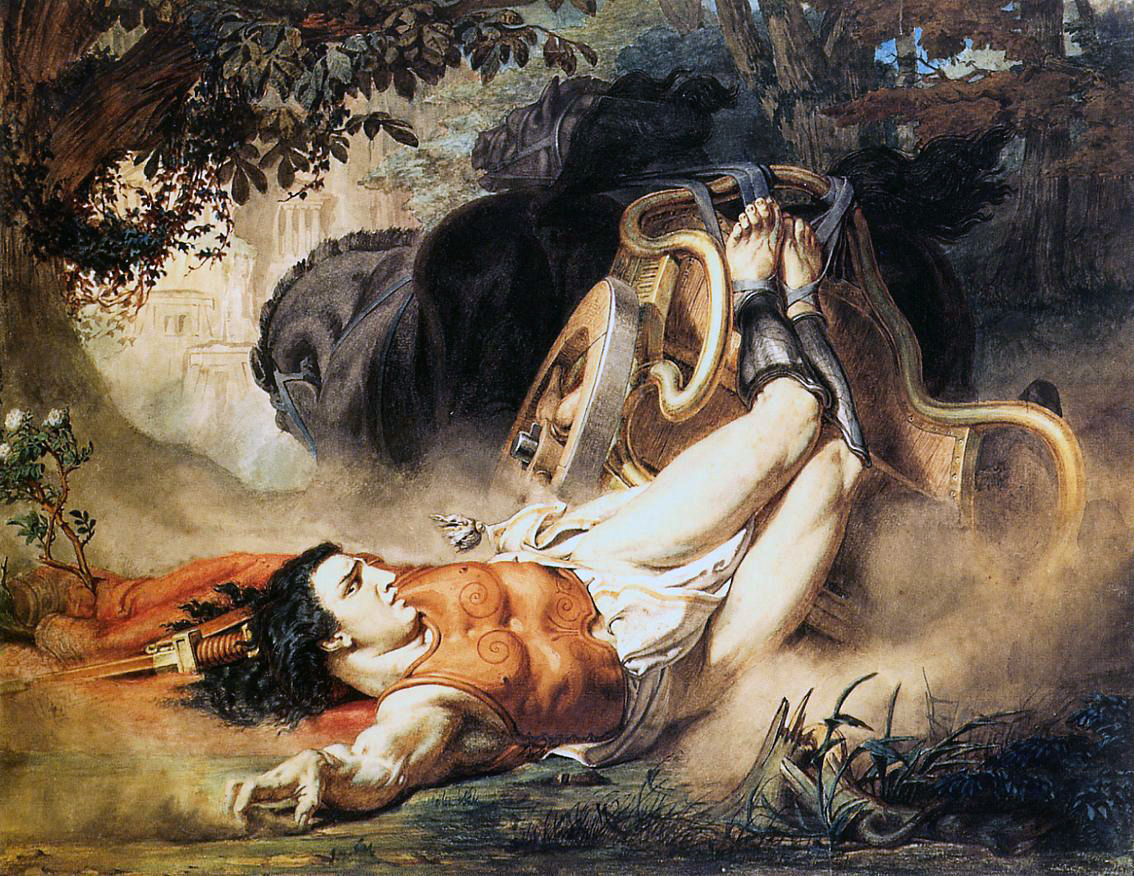
La morte di Ippolito, di Lawrence Alma-Tadema

La versione più nota della sua leggenda è quella tramandata dall'Ippolito Coronato che racconta di un giovane che fu orgoglioso della propria verginità e che scelse di vivere casto e di dedicarsi esclusivamente al culto di Artemide ed alla caccia.

Questa sua scelta offese Afrodite che decise di punirlo facendo sì che la sua matrigna (Fedra) s'innamorasse di lui e che, dopo il suo rifiuto, si suicidasse lasciando al marito (Teseo, padre di Ippolito) un biglietto dove lo accusava di averla violentata.
Per questa accusa e per il dolore del padre per la perdita di Fedra, Ippolito fu esiliato dalla città e mentre conduceva il suo carro per andarsene, l'arrivo di un grosso toro fece spaventare i suoi cavalli che, imbizzarriti, lo fecero cadere a terra e lo trascinarono facendolo sbattere contro le rocce.
Agonizzante, Ippolito fu allora condotto a Trezene. Allora Artemide, la dea cui Ippolito era devoto, rivelò a Teseo la verità circa l'inganno di Fedra, Teseo raggiunse il figlio e fu da lui perdonato prima che questi spirasse.

### Dall'Attica al Latium
Per desiderio di Artemide, Ippolito fu resuscitato da Asclepio e una volta ritornato in vita rifiutò di perdonare il padre e si trasferì nel Latium nei pressi di Aricia, dove portò il culto di Artemide e ne divenne il re.
Artemide cambiò poi il suo nome in Virbio.

## Evocazioni artistiche

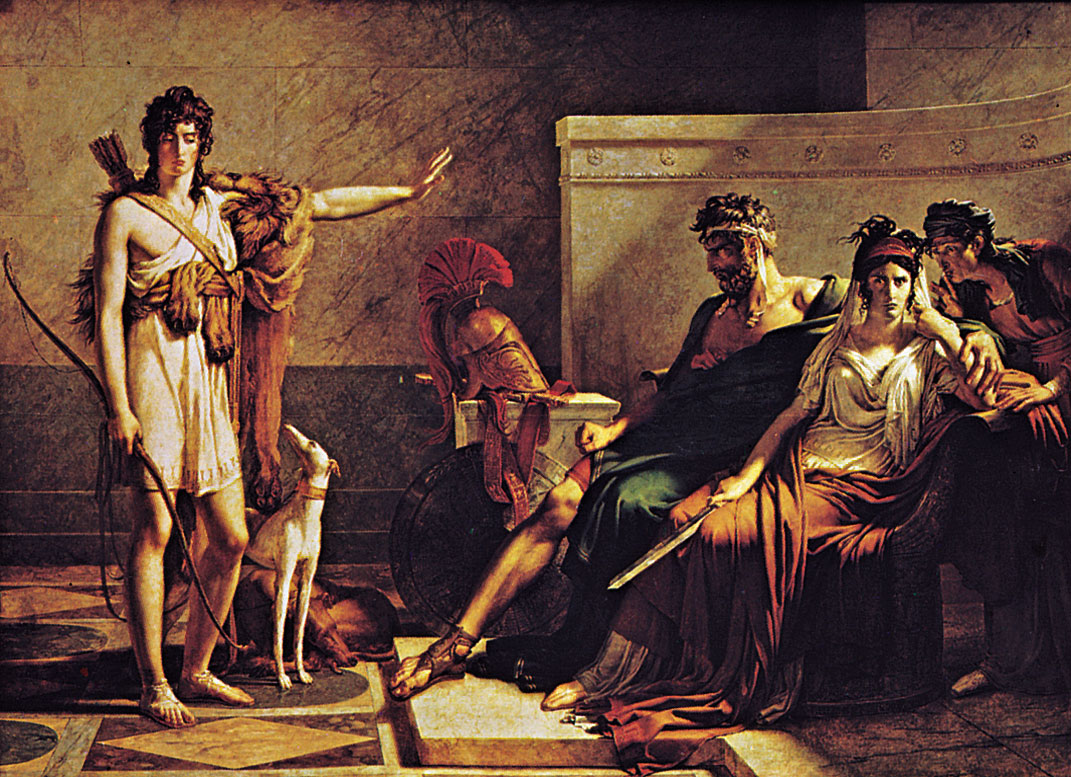
Fedra ed Ippolito di Pierre-Narcisse Guérin

### Letteratura
- Ippolito velato - Tragedia di Euripide
- Ippolito coronato - Tragedia di Euripide
- Phaedra - Tragedia di Seneca
- Hippolyte - Tragedia di Robert Garnier
- Phedre et Hippolyte - Tragedia di Nicolas Pradon
- Phedre - Tragedia di Jean Racine
- Hippolyte et Aricie - Tragedia lirica di Simon-Joseph Pellegrin (musicata da J.-P. Rameau)
- Fedra - Tragedia di Gabriele D'Annunzio
- Il Ramo d'Oro - scritto di James George Frazer
- Phaedra's Love - Opera teatrale di Sarah Kane
- Dialoghi con Leucò - opera letteraria di Cesare Pavese

### Musica
- Hippolyte et Aricie - Opera musicale di Jean-Philippe Rameau
- Ippolito e Aricia - Opera musicale di Tommaso Traetta
- Fedra - Opera di Ildebrando Pizzetti (dalla Tragedia di G. d'Annunzio)
- Ippolito e Aricia - Opera musicale di Rudolf Zumsteeg